# Реон, Иван
И́ван Ре́он (валл. Iwan Rheon, род. 13 мая 1985, Кармартен, Уэльс) — британский актёр, певец и автор песен. Наиболее известен ролью Саймона в телесериале «Отбросы» и ролью Рамси Болтона в телесериале «Игра престолов».

## Биография
Сын Эйнир и Томаса Реон, есть старший брат — Алед. Семья переехала в Кардифф, когда Ивану было 5 лет. В 17 лет начал играть в школьном драматическом кружке. Позже был замечен во время ежегодного валлийского литературно-музыкального фестиваля. Окончил Лондонскую академию музыкального и драматического искусства.
Фактическим началом его актёрской карьеры ещё до поступления в Лондонскую академию искусства послужила незначительная роль в валлийском сериале Pobol y Cwm, но по-настоящему яркий дебют Реона состоялся в 2008 году на сцене королевского театра Ливерпуля, где он сыграл в постановке Eight Miles High. С 2009 года Иван участвовал в постановке рок-мюзикла «Весеннее пробуждение», за что получил премию Лоренса Оливье.
Сразу после «Весеннего пробуждения», Реон получил роль в тв-шоу «Плохие», которое 247 Magazine назвал «смесью „Молокососов“ и „Героев“». Он сыграл нервного, застенчивого Саймона Беллами, который получил сверхспособность становиться невидимым и возможность заглядывать в будущее в третьем сезоне. 20 декабря 2011 года Реон объявил через Твиттер, что он покинул шоу вместе с коллегой Антонией Томас.
В 2013 году Реон получил роль злодея Рамси Болтона в сериале HBO «Игра престолов». В комментарии к DVD для третьего сезона создатели сериала Дэвид Бениофф и Дэн Уайсс упомянули, что Реон ранее прослушивался на роль Джона Сноу в первом сезоне, но проиграл Киту Харингтону, с которым Реон поддерживает тесную дружбу.
В 2023 году присоединился к актерскому составу исторического сериала Роланда Эммериха «Те, кто скоро умрёт», в котором исполнит роль Тенакса.

#### Музыка
Иван занялся сочинительством музыки ещё в 16 лет, некоторое время был вокалистом группы The Convictions, но в 2010 году покинул группу ради продолжения актёрской карьеры. В том же году выпустил дебютный мини-альбом Tongue Tied. За ним последовал мини-альбом Changing Times (2011).
7 апреля 2013 года Иван Реон выпустил свой третий мини-альбом под названием «Bang! Bang!», а спустя два дня был опубликован видеоклип на одноимённую песню.
26 января 2015 Иван выпустил четвёртый полноценный альбом «Dinard», состоящий из десяти новых песен и песни под названием Tongue Tied из своего дебютного альбома. 

## Личная жизнь
В настоящее время Иван Реон живет в Лондоне с актрисой Зои Грисдейл. В августе 2018 года у пары родился первенец.

## Фильмография
| Год       |     | Русское название                 | Оригинальное название                    | Роль               |
| --------- | --- | -------------------------------- | ---------------------------------------- | ------------------ |
| 2004      | с   |                                  | Pobol y Cwm                              | Льюис              |
| 2006      | с   |                                  | Caerdydd                                 | Дэниэл             |
| 2009—2011 | с   | Плохие                           | Misfits                                  | Саймон Беллами     |
| 2010      | с   | Подъём                           | Coming Up                                | Лука               |
| 2010—2012 | с   | Бабушкин дом                     | Grandma's House                          | Бен Теодор         |
| 2011      | с   | Тайный дневник девушки по вызову | Secret Diary of a Call Girl              | Льюис              |
| 2011      | ф   | Сопротивление                    | Resistance                               | Джордж             |
| 2011      | ф   | Дикий Билл                       | Wild Bill                                | Филл               |
| 2011      | кор | Плохие: Эрейзер                  | Misfits Erazer                           | Саймон Беллами     |
| 2012      | кор | На отшибе                        | The Back of Beyond                       |                    |
| 2012      | ф   | Пустошь                          | The Rise                                 | Демпси             |
| 2013      | ф   | Освободитель                     | Libertador                               | Дэниэл О'Лири      |
| 2013—2016 | с   | Игра престолов                   | Game of Thrones                          | Рамси Сноу/Болтон  |
| 2013—2015 | с   | Грешники                         | Vicious                                  | Эш Вестон          |
| 2014      | тф  | Под сенью млечного леса          | Under Milk Wood                          |                    |
| 2014      | с   | Наша девочка                     | Our Girl                                 | Дилан "Смурф" Смит |
| 2014      | ки  | Game of Thrones                  | Game of Thrones: A Telltale Games Series | Рамси Болтон       |
| 2015      | ф   | Осадок                           | Residue                                  | Джонас             |
| 2015      | с   | Осадок мини-сериал               | Residue                                  | Джонас             |
| 2015      | ф   | Песня Шарлотты                   | Charlotte's Song                         | Рэндалл            |
| 2016      | ф   | Адольф-художник                  | Adolf the Artist                         | Адольф             |
| 2017      | ф   | Вторжение пришельцев: S.U.M.1    | Alien Invasion: S.U.M.1                  | S.U.M.1            |
| 2017      | с   | Сверхлюди                        | Inhumans                                 | Максимус Болтагон  |
| 2017      | ф   | Дейзи Уинтерс                    | Daisy Winters                            | Даг                |
| 2017      | с   | Ривьера                          | Riviera                                  | Адам Клиос         |
| 2018      | ф   | Крылья урагана                   | Hurricane                                | Ян Зумбах          |
| 2019      | ф   | Грязь                            | The Dirt                                 | Мик Марс           |
| 2021      | с   | Американские боги                | American Gods                            | Лиам Дойл          |
| 2021      | ки  | Total War: Warhammer II          | Total War: Warhammer II                  | Ракарт             |
| 2023      | с   | Волк                             | Wolf                                     | Молина             |
| 2024      | с   | Обречённые на славу              | Those About to Die                       | Тенакс             |

## Награды и номинации
| Награды и номинации | Награды и номинации            | Награды и номинации                             | Награды и номинации | Награды и номинации | Награды и номинации |
| Год                 | Награда                        | Категория                                       | Фильм или сериал    | Результат           | Примечания          |
| ------------------- | ------------------------------ | ----------------------------------------------- | ------------------- | ------------------- | ------------------- |
| 2011                | Золотая Нимфа                  | Лучший актёр в драматическом телесериале        | Плохие              | Номинация           |                     |
| 2012                | SFX Awards                     | Лучший актёр                                    | Плохие              | Номинация           |                     |
| 2014                | Премия Гильдии киноактёров США | Лучший актёрский состав в драматическом сериале | Игра престолов      | Номинация           |                     |
| 2016                | Премия Гильдии киноактёров США | Лучший актёрский состав в драматическом сериале | Игра престолов      | Номинация           |                     |

## Дискография
- «Tongue Tied» (2010)
- «Changing Times» (2011)
- «Bang! Bang!» (2013)
- «Dinard» (2015)